# Geotrypetes pseudoangeli
Geotrypetes pseudoangeli é uma espécie de anfíbio gimnofiono. Está presente na Libéria e na Guiné. É conhecida em apenas duas localidades, Sanokwelle (perto de Ganta) na  Libéria e Beyla na Guiné. Presume-se que seja um animal subterrâneo, vivendo em floresta. Supõe-se também que a sua reprodução seja semelhante à de Geotrypetes seraphini, ou seja vivípara e independente da água.